# Gare d'Hondschoote
La gare d'Hondschoote est une ancienne gare ferroviaire française terminus des lignes de chemin de fer secondaire Hazebrouck - Hondschoote de la Compagnie des chemins de fer des Flandres (CF) et Hondschoote - Bray-Dunes de la Société générale des chemins de fer économiques (SE), située sur le territoire de la commune d'Hondschoote, dans le département du Nord en région Hauts-de-France.

## Histoire
La gare d'Hondschoote est mise en service en 1894 lors de l'ouverture de la ligne de chemin de fer secondaire à écartement métrique de Hazebrouck à Hondschoote de la Compagnie des chemins de fer des Flandres (CF). Elle constitue le terminus de l'embranchement de Rexpoëde à Hondschoote de la ligne, le second étant la gare de Bergues pour l'embranchement de Rexpöede à Bergues. Entre 1903 et 1933, elle sert également de terminus à la ligne à écartement métrique de Hondschoote à Bray-Dunes. Cette ligne fermant en 1933, la ligne continue de servir de terminus à la ligne des CF avant d'être fermée en 1954 lors de la suppression de la ligne.

La gare désaffectée a été transformée en logement.

La gare transformée en logement.
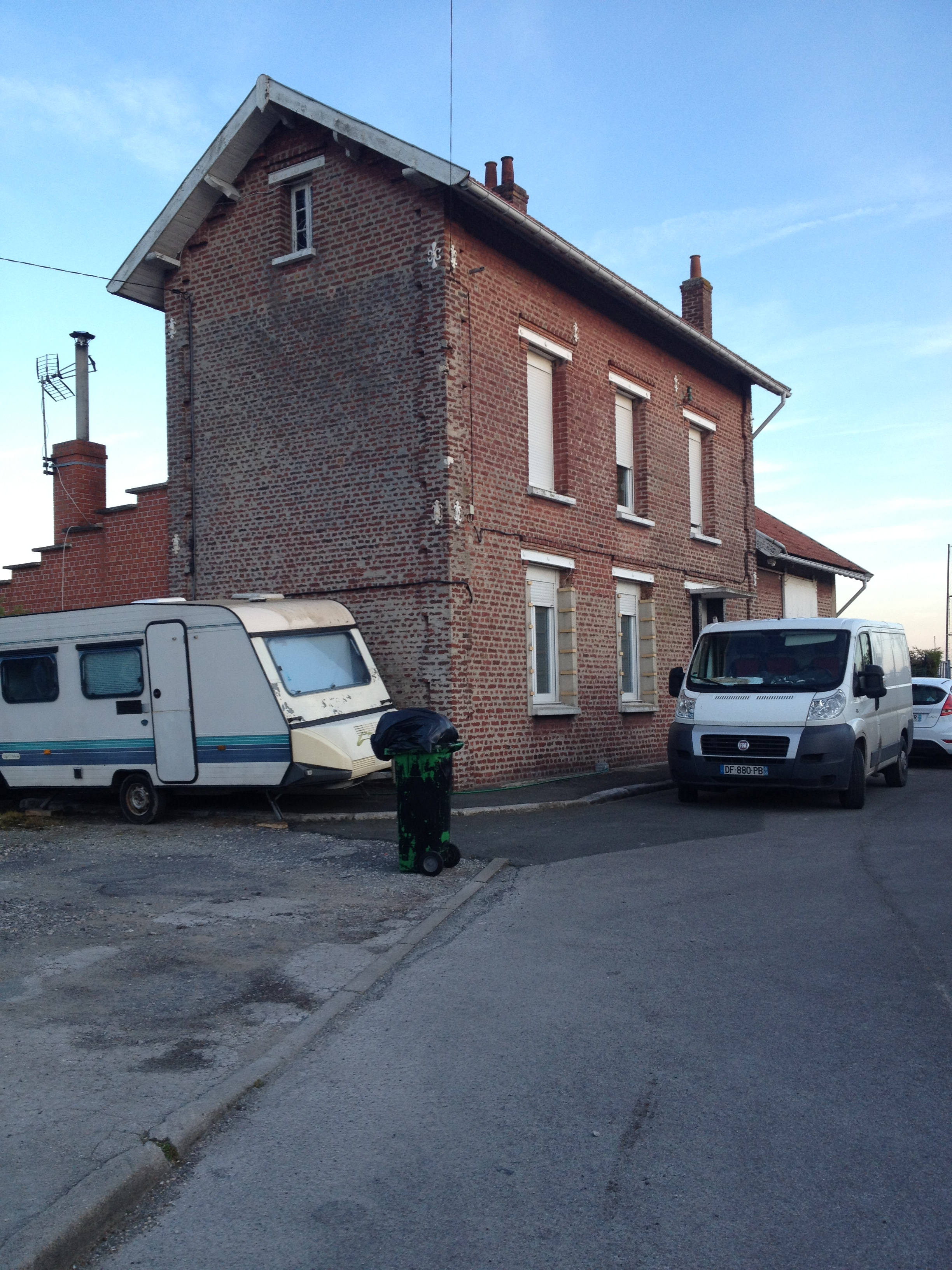
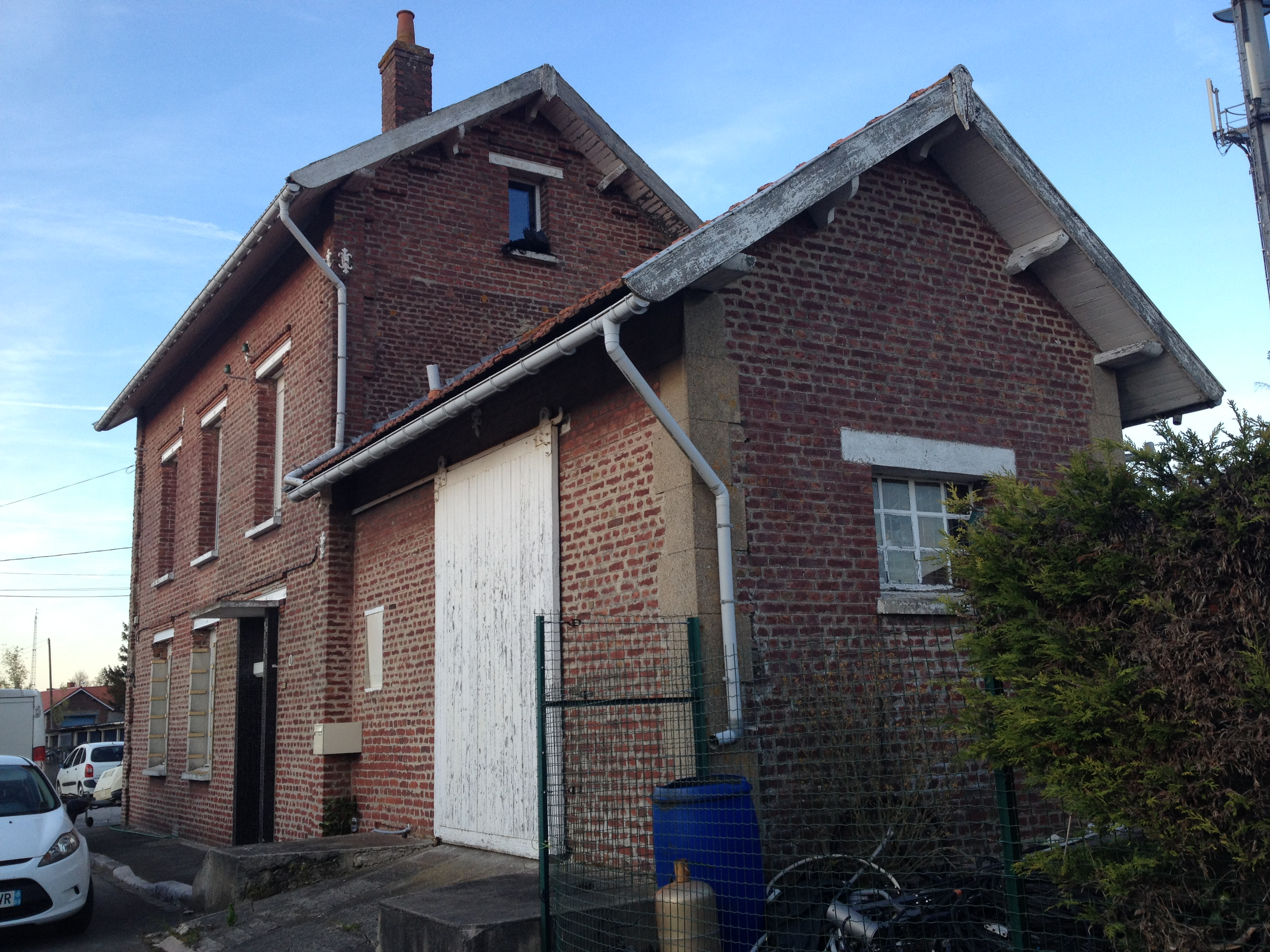

## Sources et bibliographie

### Ouvrages
Daniel Delattre, Les Chemins de fer du département du Nord au début du XXe siècle, Éditions Delattre, octobre 2012 (ISBN 978-2-36464-018-4, EAN 9782364640184)
- Claude Wagner, Les petits trains de Ch'Nord : Histoire des voies ferrées d'intérêt local du Nord et du Pas-de-Calais, Auray, Éditions LR Presse, 2011, 280 p. (ISBN 978-2-903651-67-1)